# Lijst van voetbalinterlands Engeland - Nederland (vrouwen)
Deze lijst van voetbalinterlands is een overzicht van alle voetbalwedstrijden tussen de nationale vrouwenteams van Engeland en Nederland. Engeland en Nederland hebben 24 keer tegen elkaar gespeeld. De eerste wedstrijd was op 9 november 1973 in Maidenhead.

## Wedstrijden
| №  | Plaats        | Datum             | Competitie                          | Wedstrijd            | Uitslag |
| -- | ------------- | ----------------- | ----------------------------------- | -------------------- | ------- |
| 1  | Maidenhead    | 9 november 1973   | Vriendschappelijk                   | Engeland − Nederland | 1 − 0   |
| 2  | Groningen     | 31 mei 1974       | Vriendschappelijk                   | Nederland − Engeland | 0 − 3   |
| 3  | Blackpool     | 2 mei 1976        | Vriendschappelijk                   | Engeland − Nederland | 2 − 1   |
| 4  | Vlissingen    | 30 september 1978 | Vriendschappelijk                   | Engeland − Nederland | 3 − 1   |
| 5  | Épinal        | 13 mei 1989       | Vriendschappelijk                   | Engeland − Nederland | 0 − 0   |
| 6  | Londen        | 30 oktober 1997   | WK 1999 kwalificatie                | Engeland − Nederland | 1 − 0   |
| 7  | Waalwijk      | 23 mei 1998       | WK 1999 kwalificatie                | Nederland − Engeland | 2 − 1   |
| 8  | Leeds         | 4 november 2001   | WK 2003 kwalificatie                | Engeland − Nederland | 0 − 0   |
| 9  | Den Haag      | 23 maart 2002     | WK 2003 kwalificatie                | Nederland − Engeland | 1 − 4   |
| 10 | Heerhugowaard | 18 september 2004 | Vriendschappelijk                   | Nederland − Engeland | 1 − 2   |
| 11 | Tuitjenhorn   | 22 september 2004 | Vriendschappelijk                   | Nederland − Engeland | 0 − 1   |
| 12 | Zwolle        | 27 november 2005  | WK 2007 kwalificatie                | Nederland − Engeland | 0 − 1   |
| 13 | Londen        | 31 augustus 2006  | WK 2007 kwalificatie                | Engeland − Nederland | 4 − 0   |
| 14 | Swindon       | 14 maart 2007     | Vriendschappelijk                   | Engeland − Nederland | 0 − 1   |
| 15 | Tampere       | 6 september 2009  | EK 2009                             | Engeland − Nederland | 2 − 1   |
| 16 | Zwolle        | 27 oktober 2011   | EK 2013 kwalificatie                | Nederland − Engeland | 0 − 0   |
| 17 | Eccles        | 17 juni 2012      | EK 2013 kwalificatie                | Engeland − Nederland | 1 − 0   |
| 18 | Nicosia       | 9 maart 2015      | Vriendschappelijk                   | Nederland − Engeland | 1 − 1   |
| 19 | Tilburg       | 29 november 2016  | Vriendschappelijk                   | Nederland − Engeland | 0 − 1   |
| 20 | Enschede      | 3 augustus 2017   | EK 2017                             | Nederland − Engeland | 3 − 0   |
| 21 | Leeds         | 24 juni 2022      | Vriendschappelijk                   | Engeland − Nederland | 5 − 1   |
| 22 | Utrecht       | 26 september 2023 | UEFA Women's Nations League 2023/24 | Nederland − Engeland | 2 − 1   |
| 23 | Londen        | 1 december 2023   | UEFA Women's Nations League 2023/24 | Engeland − Nederland | 3 − 2   |
| 24 | Zürich        | 9 juli 2025       | EK 2025                             | Engeland − Nederland | 4 − 0   |

## Samenvatting
| Competitie                  | Totaal gespeeld | Winst Engeland | Gelijk | Winst Nederland | Doelsaldo Engeland – Nederland |
| --------------------------- | --------------- | -------------- | ------ | --------------- | ------------------------------ |
| WK-kwalificatie             | 6               | 4              | 1      | 1               | 11 − 3                         |
| EK-eindronde                | 3               | 2              | 0      | 1               | 6 − 4                          |
| EK-kwalificatie             | 2               | 1              | 1      | 0               | 1 − 0                          |
| UEFA Women's Nations League | 2               | 1              | 0      | 1               | 4 − 4                          |
| Vriendschappelijk           | 11              | 7              | 2      | 2               | 17 − 8                         |
| Totaal                      | 24              | 15             | 4      | 5               | 39 − 19                        |